# Puccinellia intermedia
Puccinellia intermedia là một loài thực vật có hoa trong họ Hòa thảo. Loài này được (Schur) Janch. miêu tả khoa học đầu tiên năm 1944.